# Низівська селищна рада
Низі́вська се́лищна ра́да — орган місцевого самоврядування в Сумському районі Сумської області. Адміністративний центр — селище міського типу Низи.

## Загальні відомості
- Населення ради: 3 181 особа (станом на 2001 рік)

## Населені пункти
Селищній раді підпорядковані населені пункти:
- смт Низи
- с. Лугове

## Склад ради
Рада складається з 20 депутатів та голови.
- Голова ради: Шершак Алла Андріївна
- Секретар ради: Середа Олена Іванівна

### Керівний склад попередніх скликань
| Прізвище, ім'я, по батькові | Основні відомості                                                | Дата обрання | Дата звільнення |
| --------------------------- | ---------------------------------------------------------------- | ------------ | --------------- |
| Коваленко Тетяна Олексіївна | Селищний голова, 1963 року народження, освіта вища, безпартійний | 26.03.2006   | 31.10.2010      |
| Коваленко Тетяна Олексіївна | Селищний голова, 1963 року народження, освіта вища, позапартійна | 31.10.2010   |                 |
| Шершак Алла Андріївна       |                                                                  | 25.11.2015   |                 |

Примітка: таблиця складена за даними сайту Верховної Ради України

### Депутати
За результатами місцевих виборів 2010 року депутатами ради стали:

#### За суб'єктами висування
| Суб'єкт висування                                       | Кількість обраних депутатів | %  |
| ------------------------------------------------------- | --------------------------- | -- |
| Партія регіонів                                         | 8                           | 40 |
| Самовисування                                           | 5                           | 25 |
| Політична партія Всеукраїнське об'єднання «Батьківщина» | 4                           | 20 |
| Комуністична партія України                             | 1                           | 5  |
| Народна партія                                          | 1                           | 5  |
| Партія «Відродження»                                    | 1                           | 5  |

#### За округами
| № округу                                                | Прізвище, ім'я, по батькові     | Дата визнання обраним | Освіта             | Партійна приналежність                        | Відомості про обраного депутата                             |
| ------------------------------------------------------- | ------------------------------- | --------------------- | ------------------ | --------------------------------------------- | ----------------------------------------------------------- |
| Комуністична партія України                             |                                 |                       |                    |                                               |                                                             |
| 1                                                       | Кобзар Марія Петрівна           | 05.11.2010            | середня спеціальна | член Комуністичної партії України             | пенсіонер                                                   |
| Народна Партія                                          |                                 |                       |                    |                                               |                                                             |
| 16                                                      | Чернова Алла Олексіївна         | 05.11.2010            | вища               | член Народної партії                          | Сумська районна державна адміністрація, завідувачка відділу |
| Партія «ВІДРОДЖЕННЯ»                                    |                                 |                       |                    |                                               |                                                             |
| 17                                                      | Неженець Валентина Миколаївна   | 05.11.2010            | вища               | член Партії «ВІДРОДЖЕННЯ»                     | залізнична станція с. Низи, начальник                       |
| Партія регіонів                                         |                                 |                       |                    |                                               |                                                             |
| 2                                                       | Рябіченко Валентина Миколаївна  | 05.11.2010            | вища               | член Партії регіонів                          | Низівська школа, завгосп                                    |
| 4                                                       | Шара Людмила Володимирівна      | 05.11.2010            | вища               | член Партії регіонів                          | агрофірма «Низи», економіст                                 |
| 6                                                       | Бутиленко Ганна Миколаївна      | 05.11.2010            | вища               | член Партії регіонів                          | Низівська бібліотека, бібліотекар                           |
| 7                                                       | Буцик Тетяна Володимирівна      | 05.11.2010            | вища               | член Партії регіонів                          | Низівська селищна рада, головний бухгалтер                  |
| 9                                                       | Середа Олена Іванівна           | 05.11.2010            | вища               | член Партії регіонів                          | Низівська селищна рада, діловод                             |
| 11                                                      | Сергієнко Аліна Валентинівна    | 05.11.2010            | вища               | член Партії регіонів                          | Сумигаз, контролер                                          |
| 19                                                      | Ігнащенко Вадим Юрійович        | 05.11.2010            | середня            | член Партії регіонів                          |                                                             |
| 20                                                      | Гуменюк Наталія Володимирівна   | 05.11.2010            | вища               | член Партії регіонів                          | Низівська школа, вчитель                                    |
| Політична партія Всеукраїнське об'єднання «Батьківщина» |                                 |                       |                    |                                               |                                                             |
| 8                                                       | Дябелко Катерина Андріївна      | 05.11.2010            | вища               | член Всеукраїнського об'єднання «Батьківщина» | приватний підприємець                                       |
| 10                                                      | Чавдар Наталія Іванівна         | 05.11.2010            | вища               | член Всеукраїнського об'єднання «Батьківщина» | Низівська музична школа, техпрацівник                       |
| 12                                                      | Бойко Тетяна Іллівна            | 05.11.2010            | вища               | член Всеукраїнського об'єднання «Батьківщина» |                                                             |
| 13                                                      | Сергієнко Євген Олександрович   | 05.11.2010            | вища               | член Всеукраїнського об'єднання «Батьківщина» |                                                             |
| Самовисування                                           |                                 |                       |                    |                                               |                                                             |
| 3                                                       | Гапченко Іван Миколайович       | 05.11.2010            | середня спеціальна | позапартійний                                 |                                                             |
| 5                                                       | Єрмоленко Валентина Анатоліївна | 05.11.2010            | вища               | член Політичної партії «Сильна Україна»       | Низівська селищна рада, касир                               |
| 14                                                      | Пивовар Тетяна Іванівна         | 05.11.2010            | вища               | позапартійна                                  | пенсіонер                                                   |
| 15                                                      | Кабанець Сергій В'ячеславович   | 05.11.2010            | вища               | позапартійний                                 | тимчасово не працює                                         |
| 18                                                      | Попов Віталій Володимирович     | 12.01.2011            | вища               | член Народної партії                          | Державне підприємство «Низівський лісгосп», майстер         |